# Jorge Díaz Anaiz
Jorge Arturo Díaz Anaiz (Santiago, 27 de mayo de 1953) es un médico cirujano , que se desempeñó como subsecretario de Salud Pública de su país, durante el primer gobierno de Sebastián Piñera, entre febrero de 2011 y marzo de 2014.

## Familia y estudios
Nació en Santiago de Chile el 27 de mayo de 1953, hijo de Arturo Enrique Díaz Miranda e Inés Lucía Anaiz Anaiz. Realizó sus estudios superiores en 1971, en la carrera de medicina en la Pontificia Universidad Católica (PUC), egresando en enero de 1978.

## Trayectoria profesional
Se ha desempeñado en el área de la salud ocupacional durante todo su ejercicio profesional, dedicándose a la gestión de recursos de la ley n° 16.744 tanto en las empresas del Estado con administración delegada como en mutualidades de empleadores.
Desde 1997 ejerce como director médico de la Asociación Chilena de Seguridad (ACHS) en la región de Atacama, donde su gestión ha estado dirigida al desarrollo de programas de prevención y promoción de la salud en empresas asociadas, a la administración de instalaciones de atención médica de la institución y al desarrollo de proyectos clínicos y de atención ambulatoria en centros de atención y en terreno, coordinando las acciones de equipo en accidentes de trabajo o enfermedades profesionales.
Durante el primer gobierno de Sebastián Piñera, estuvo a cargo del cuidado médico de los 33 mineros atrapados en la mina San José, que en octubre de 2010, culminó con el rescate y posterior atención de los afectados. Debido a aquello, fue designado por el presidente en el cargo de subsecretario de Salud Pública del Ministerio de Salud en febrero de 2011, en reemplazo de la renunciada Liliana Jadue. Función que desempeñó hasta el término del gobierno, el 11 de marzo del 2014. En esa responsabilidad, se destacó por la implementación de políticas públicas con énfasis en promoción de la salud, prevención de enfermedades crónicas no transmisibles, nueva ley de espacios libres de humo de tabaco y modificación del decreto n.º 594 en lo referente a exposición intermitente de trabajadores a hipobaria; agendas del gobierno de Chile.
Luego del gobierno, fungió su profesión en el Integramédica de la comuna de La Serena, entre junio de 2014 y diciembre de 2016.
Durante el segundo gobierno de Michelle Bachelet, en febrero de 2017, asumió —previo a concurso de Alta Dirección Pública— como director regional del Servicio Médico Legal (SML) de Coquimbo.